# جورجي كانديلاكي
جورجي كانديلاكي (بالجورجية:გიორგი კანდელაკი) هو ملاكم جورجي. شارك في دورة الألعاب الأولمبية الصيفية سنة 1996. فاز ببطولة العالم لملاكمة الهواة في سنة 1997 ليكون أول جورجي يحقق ذلك.

## إحصائيات
خاض خلال مسيرته 24 نزالا، فاز في 24 ولم يتعادل ولم يخسر. فاز بالضربة القاضية في 18 نزالا.

## روابط خارجية
- جورجي كانديلاكي على موقع بوكس ريك (الإنجليزية) (registration required)
- جورجي كانديلاكي على موقع اللجنة الأولمبية الدولية (الإنجليزية)
- جورجي كانديلاكي على موقع أوليمبيديا (الإنجليزية)